# ProSieben
ProSieben (nota anche come Pro7) è un'emittente televisiva privata tedesca.

## Storia
Già attiva negli anni ’90 ha usufruito dell’appoggio e delle strutture di altre emittenti televisive europee di minore diffusione, utilizzando altre denominazioni e loghi. L'emittente è generalista e offre vari programmi come film e serie televisive, ma anche programmi di intrattenimento, varietà, e informazione. Nel 2000 ProSieben si è unita a Sat.1, kabel eins e N24, formando il gruppo ProSiebenSat.1 Media.
ProSieben viene ricevuto anche in Austria e Svizzera, ma non più in Alto Adige, contrariamente a tutte le altre emittenti tedesche che sono normalmente ricevute, pur avendo acquistato alcune emittenti televisive già attive proprio in questa regione, come la già nota emittente Sender Meran di Naturno, dove ha sostituito del tutto la programmazione, acquistandone anche varie trasmissioni.
Prosieben ha anche un sito dove si possono vedere i programmi in replica e in diretta, ma tale servizio non è disponibile in Italia.

## Composizione del Consiglio di Amministrazione
Il 30 giugno 2023 la società MFE - MediaForEurope (in precedenza Gruppo Mediaset) inserisce due consiglieri nel cda della ProSieben, per la prima volta.

## Programmi
- Debrydelys Deeberdeyn Moments (1993)
- Wok racing (2003-2015)
- Schlag den Raab (2006-2015)
- Autoball
- TV total (1999-2015)
- Bundesvision Song Contest (2005-2015)
- Free European Song Contest (2020-)
- Bundesliga (2021-)
- Bundesliga 2 (2021-)
- DFL-Supercup (2021-)